# Ciclismo ai Giochi della XXVI Olimpiade - Corsa in linea femminile
La corsa in linea femminile dei Giochi della XXVI Olimpiade si disputò il 21 luglio 1996 a Buckhead, negli Stati Uniti, lungo un circuito urbano di 104,40 km. La competizione vide la partecipazione di 58 cicliste provenienti da 31 nazioni (massimo tre per nazione).
La medaglia d'oro fu vinta dalla francese Jeannie Longo, mentre l'argento e il bronzo andarono rispettivamente all'italiana Imelda Chiappa e alla canadese Clara Hughes.

## Programma
| Data           | Ora (UTC-4) | Turno  |
| -------------- | ----------- | ------ |
| 21 luglio 1996 | 11:00       | Finale |

## Ordine d'arrivo
| Pos.    | Ciclista               | Nazionalità   | Tempo     |
| ------- | ---------------------- | ------------- | --------- |
| Oro     | Jeannie Longo          | Francia       | 02h36'13" |
| Argento | Imelda Chiappa         | Italia        | a 25"     |
| Bronzo  | Clara Hughes           | Canada        | a 31"     |
| 4       | Vera Hohlfeld          | Germania      | a 53"     |
| 5       | Jolanta Polikevičiūtė  | Lituania      | s.t.      |
| 6       | Zul'fija Zabirova      | Russia        | s.t.      |
| 7       | Alessandra Cappellotto | Italia        | s.t.      |
| 8       | Barbara Heeb           | Svizzera      | s.t.      |
| 9       | Kathryn Watt           | Australia     | s.t.      |
| 10      | Susan Palmer           | Canada        | s.t.      |
| 11      | Marie Purvis           | Gran Bretagna | s.t.      |
| 12      | Rasa Polikevičiūtė     | Lituania      | s.t.      |
| 13      | Yvonne Schnorf         | Svizzera      | s.t.      |
| 14      | Zinaida Stahurskaja    | Bielorussia   | s.t.      |
| 15      | Diana Rast             | Svizzera      | s.t.      |
| 16      | Catherine Marsal       | Francia       | s.t.      |
| 17      | Anna Millward          | Australia     | s.t.      |
| 18      | Ragnhild Kostøl        | Norvegia      | s.t.      |
| 19      | Sarah Phillips         | Gran Bretagna | s.t.      |
| 20      | Heidi Van De Vijver    | Belgio        | s.t.      |
| 21      | Joane Somarriba        | Spagna        | s.t.      |
| 22      | Tanja Klein            | Austria       | s.t.      |
| 23      | Ana Barros             | Portogallo    | s.t.      |
| 24      | Lenka Ilavská          | Slovacchia    | s.t.      |
| 25      | Susanne Ljungskog      | Svezia        | s.t.      |
| 26      | Yvonne Brunen          | Paesi Bassi   | s.t.      |
| 27      | Eva Orvošová           | Slovacchia    | s.t.      |
| 28      | Elsbeth van Rooy-Vink  | Paesi Bassi   | s.t.      |
| 29      | Jeanne Golay           | Stati Uniti   | s.t.      |
| 30      | Natalija Kyščuk        | Ucraina       | s.t.      |
| 31      | Susy Pryde             | Nuova Zelanda | s.t.      |
| 32      | Roberta Bonanomi       | Italia        | s.t.      |
| 33      | Rebecca Bailey         | Nuova Zelanda | s.t.      |
| 34      | Tea Vikstedt-Nyman     | Finlandia     | s.t.      |
| 35      | Erica Green            | Sudafrica     | a 1'03"   |
| 36      | Linda Brenneman        | Stati Uniti   | a 4'14"   |
| 37      | Alison Dunlap          | Stati Uniti   | a 5'08"   |
| 38      | Marion Clignet         | Francia       | a 5'37"   |
| 39      | Tracey Watson          | Australia     | a 6'22"   |
| 40      | Fátima Blázquez        | Spagna        | a 10'14"  |
| 41      | Guo Xinghong           | Cina          | a 13'34"  |
| 42      | Jackie Martin          | Sudafrica     | a 16'59"  |
| 43      | Caroline Alexander     | Gran Bretagna | a 17'34"  |
|         | Linda Jackson          | Canada        | DNF       |
|         | Zhao Haijuan           | Cina          | DNF       |
|         | Dania Pérez            | Cuba          | DNF       |
|         | Camille Solis          | Belize        | DNF       |
|         | Svetlana Samochvalova  | Russia        | DNF       |
|         | Ingunn Bollerud        | Norvegia      | DNF       |
|         | Alla Vasilenko         | Kazakistan    | DNF       |
|         | Diana Žiliūtė          | Lituania      | DNF       |
|         | Jacqui Nelson          | Nuova Zelanda | DNF       |
|         | Maureen Kaila          | El Salvador   | DNF       |
|         | Maritza Corredor       | Colombia      | DNF       |
|         | Ingrid Haringa         | Paesi Bassi   | DNF       |
|         | Kim Yong-mi            | Corea del Sud | DNF       |
|         | Svetlana Bubnenkova    | Russia        | DNF       |
|         | Izaskun Bengoa         | Spagna        | DNF       |